# Grafenschachen
Grafenschachen è un comune austriaco di 1 260 abitanti nel distretto di Oberwart, in Burgenland. Nel 1971 ha inglobato il comune soppresso di Kroisegg.